# Ochetostoma kempi
Ochetostoma kempi is een lepelworm uit de familie Thalassematidae.
De wetenschappelijke naam van de soort werd in 1919 gepubliceerd door Prashad.